# Саракш
Саракш — вигадана планета, місце дії роману «Населений острів» Аркадія і Бориса Стругацьких, однойменного фільму, а також фанфіків.
Назва планети мовою Країни Батьків означає «Мир».

## Походження назви
Борис Стругацький в одному з інтерв'ю повідомляв, що назва з'явилася вже після винаходу як вигаданої лайки «Масаракш!», так і його «перекладу»:
|                                         | Слівце це імітує звичайну «пристойну» лайку. Щось на зразок «ч-чор-рт!» або «с-скотина!» Звучне слово, добре виконує своє призначення. Прижилося. Дослівний «переклад» його «світ навиворіт» - придумано помітно пізніше, а вже з цього перекладу ще пізніше народилася назва планети - Саракш.Оригінальний текст (рос.) Словечко это имитирует обыкновенное «приличное» ругательство. Что-нибудь вроде «ч-чёр-рт!» или «с-скотина!» Звучное слово, хорошо исполняет своё назначение. Прижилось. Дословный «перевод» его «мир наизнанку» — был придуман заметно позже, а уж из этого перевода ещё позже родилось название планеты — Саракш. |
| — Офлайн інтерв'ю з Борисом Стругацьким | |

Існує також версія, що назву «Саракш» утворено від назви реального селища Саракташ Оренбурзької області (подібно до іншого фантастичного топоніма в творчості Стругацьких — назви, що фігурує в романі «Обтяжені злом, або Сорок років потому» міста Ташлинськ, утвореного від найменування села Ташла, також розташованого в Оренбурзькій області). Аркадій і Борис Стругацькі, евакуйовані під час Німецько-радянської війни із блокадного Ленінграда в Оренбурзьку область, проживали в Ташлі; Аркадій у цей період працював на місцевому молокозаводі і неодноразово відвідував також селище Саракташ.

## Опис

### Загальні відомості, планетографія
Саракш-планета земного типу з киснево-азотною атмосферою, за багатьма ознаками вельми схожа з Землею. Однак атмосфера планети має незвично велику рефракцію, внаслідок чого у спостерігача складається враження, що поверхня планети увігнута. Верхні шари атмосфери вельми щільні і непрозорі, постійно фосфоресціюють, тому ні світило, ні зорі не доступні для спостереження з поверхні планети. Клімат планети, флора і фауна схожі з земними. У романі «Жук у мурашнику» згадується супутник Саракша:

Це тим більш дивно, що на його рідному Саракші місяць побачити неможливо через атмосферну рефракцію…
Оригінальний текст (рос.)
Это тем более странно, что на его родном Саракше луну увидеть невозможно из-за атмосферной рефракции…
На планеті є єдиний материк. У протилежній півкулі виділяються три великих архіпелаги, розташованих в антарктичній зоні.
Саракш населяють два розумних види: людство, представники якого практично не відрізняються від землян, і кіноїди, які отримали назву «головани» (вони з'явилися, можливо, внаслідок довготривалого радіаційного опромінення).

### Люди
Люди населяють як Материк, так і Острови. Рівень розвитку людської цивілізації Саракша можна порівняти з другою половиною XX століття на Землі (у фільмі-екранізації порівнянний із сучасною нам Землею). Цивілізацію можна схарактеризувати як урбаністичну і технічно розвинену. Можна відзначити наявність телефонного зв'язку, телебачення, автомобілів з двигуном внутрішнього згоряння (або навіть на паливних елементах), залізничного транспорту, авіації, ядерних технологій, а також ментоскопічної техніки. Порівняно далеко просунулося освоєння ядерної енергії: атомні силові установки на танках і самохідних пускових установках були довоєнною нормою.
Вельми своєрідний рівень військової техніки: з одного боку, технологія за рівнем розвитку бойових машин приблизно відповідає 1950-м рокам, з іншого — досить висока автоматизація. Ще до світової війни (тобто за більш ніж 24 роки до подій, описуваних у книзі), на материку створювалися повністю автоматизовані укріплені райони (керовані суперкомп'ютерами), що включали автоматичні вогневі точки, повністю автоматизовані зенітно-ракетні системи і автоматичні самохідні пускові установки ОТРК, що рухаються заданими маршрутами.

Є і досить слабо розвинений повітряний транспорт: згадуються летючі платформи (тобто апарати на повітряній подушці), вертольоти (на якому Гай Гаал здійснив один із двох своїх польотів), а також бомбовоз «Е. І. В. … Гірський Орел» — великий літак-бомбардувальник. Правда, описуються численні автоматичні засоби ППО і важкі втрати промисловості в попередніх війнах, принаймні, в офіційних статтях Країни Батьків повідомлялося, що вежі мали захищати від нальотів бомбовозів Хонті. Однак ні Хонті, ні Пандея не мали в своєму розпорядженні авіації, хоча принаймні Хонті має багато тактичних ракет. Реактивної авіатехніки в романі не показано, але відомо, що існували крилаті й балістичні ракети, вертольоти ж і летючі платформи в спогадах Гая асоціювалися з облавами на виродків у внутрішніх районах.
Дивна космографія жителів Саракша, а також всілякі інші відхилення від курсу «земної» цивілізації спричинили дуже нерівномірний і незвичний розвиток їхніх наук і технологій. З одного боку — чудова мнемотехніка, з іншого — досить убога електроніка. Потужна психотронна зброя — і слабка авіація. Та ін. Тому й має залишатися досить дивне враження від їхньої техніки у «нашого» читача, і тим більше, — у Максима. А Фортеця — це залишки потужної довготривалої автоматизованої оборонної смуги «типу» «лінії Маннергейма», якою її земляни могли б побудувати сьогодні, — якби їм прийшла раптом в голову подібна безглузда ідея. Втім, з огляду на млявий розвиток авіації, така лінія на Саракші і могла б мати певний військовий сенс.Оригінальний текст (рос.)
Странная космография жителей Саракша, а равно и всякие прочие отклонения от курса «земной» цивилизации привели к очень неравномерному и непривычному развитию их наук и технологий. С одной стороны — прекрасная мнемотехника, с другой — довольно убогая электроника. Мощное психотронное оружие — и слабая авиация. И пр. Поэтому и должно оставаться довольно странное впечатление от их техники у «нашего» читателя, и тем более, — у Максима. А Крепость — это остатки мощной долговременной автоматизированной оборонительной полосы «типа «линии Маннергейма», какой её земляне могли бы построить сегодня, — если бы им пришла вдруг в голову подобная бредовая идея. Впрочем, учитывая вялое развитие авиации, такая линия на Саракше и могла бы иметь определенный военный смысл.— OFF-LINE інтерв'ю з Борисом Стругацьким. Лютий 2004
Через особливості атмосфери на Саракші загальноприйнятим є уявлення про те, що люди живуть на внутрішній поверхні величезної заповненої газом кулі в нескінченній тверді Всесвіту (тобто їхній світ аборигени уявляють єдиним «населеним островом» Всесвіту), в центральній частині якого відбуваються якісь процеси, що обумовлюють добовий і річний цикли. Однак для практичних цілей, зокрема для розрахунку траєкторій балістичних ракет, прийнято теорію, згідно з якою Саракш все-таки має форму кулі і люди живуть на зовнішній поверхні планети.
Цивілізація пережила глобальну ядерну війну, внаслідок якої значна частина населення загинула, величезні території в центральній частині Материка стали непридатними для життя, а більшість держав планети загинули. У романі згадуються держави, що збереглися на північному краю Материка: Країна Батьків, Хонті і Пандея, а також розташована на островах протилежної півкулі Острівна імперія.

#### Країна невідомих Батьків
Країна Батьків (власна назва не згадується) — це залишки великої імперії, яка колись контролювала більшу частину Материка. Після поразки у війні і втрати величезних територій, зокрема колишніх центральних областей, країна перебувала в анархії, поки владу в свої руки не взяли Невідомі Батьки (група анонімних фінансистів і вищих військових), які за допомогою так званого «білого випромінювання» (див. нижче) встановили практично повний контроль над населенням країни. З півдня країна обмежена поясом лісів і річкою Блакитна Змія. Уряд намагається поширити свою владу на південь, будуючи вежі-ретранслятори випромінювання.
Населення країни становить сорок мільйонів осіб.

##### Види випромінювань
Біле випромінювання, відкрите в Країні Батьків перед війною або незабаром після неї, має два різновиди. А-випромінювання впливає на переважну більшість людей так, що вони втрачають здатність до критичного аналізу навколишньої дійсності і легко піддаються маніпулюванню. Однак близько 1 % населення не схильні до такого впливу за звичайної інтенсивності випромінювання, зате за підвищеної інтенсивності відчувають сильні головні болі. У більшості підвищена інтенсивність випромінювання викликає стан ейфорії в поєднанні з готовністю виконувати будь-які накази. Б-випромінювання, або депресійне поле, викликає стан глибокої депресії. Тут є різночитання: в кінці твору цей вид випромінювання названо чорним випромінюванням. Тривале перебування в полі білого випромінювання викликає звикання, і припинення постійної дії випромінювання викликає стан «променевого голодування», подібне до абстинентного синдрому, яке в 20 % випадків призводить до шизофренії. Людей, не схильних до дії А-випромінювання, і таким чином не підвладних урядовій пропаганді, за соціальною ознакою можна умовно поділити на три нерівноцінні групи: так звана «еліта», зокрема й Невідомі Батьки, «легальні виродки» — переважно люди заможні, і треті, які ведуть антиурядову і терористичну діяльність, оголошені Невідомими Батьками ворогами нації. Фізіологічна реакція на випромінювання у всіх них однакова (сильні головні болі, які не знімають повністю ніякі засоби). При цьому слід нагадати, що Невідомі Батьки самі є «виродками». Вони також страждають від підвищення інтенсивності випромінювання, але змушені терпіти в ім'я збереження влади, і при цьому активно шукають засоби, що дозволяють його якщо не зовсім подолати, то хоча б тимчасово послабити. Пошуками таких засобів займаються й місцеві терористи, при цьому такі фармацевтичні засоби, з терміном дії в хвилинах, вже існують, але їх явно недостатньо для опору на весь термін інтенсивного випромінювання. Система веж-ретрансляторів випромінювання, розтягнута по всій країні, яку офіційна версія іменує «системою ПБЗ» (система протибалістичного захисту), забезпечує цілодобовий вплив на все населення країни. Двічі на добу, о десятій годині вечора і о десятій ранку, інтенсивність А-випромінювання зростає, що дозволяє, з одного боку, посилювати вплив на населення, з іншого боку, виявляти «виродків» у будинках за фізіологічною реакцією.
На землян біле випромінювання ніяк не діє.

#### Південні території
Південніше від лісового поясу простягаються величезні пустелі, випалені в ході ядерної війни. У смузі між лісами і пустелею мешкають племена мутантів — нащадків місцевого населення. Практично всі мутанти є «виродками», мають слабке здоров'я і поступово вимирають.
Є непідтверджені чутки, що далі на південь, у глибині пустелі, мешкають пустельні варвари, сильні і абсолютно безжальні.

#### Хонті і Пандея
Хонті і Пандея — колишні залежні території імперії, що відокремилися після війни й утворили власні держави. Обидві країни розташовані на північ від Країни Батьків, перебувають у стані перманентної холодної війни і з колишньою метрополією, і одна з одною. Загальне населення (за оцінками Країни Батьків) обох країн становить близько 50 млн. Державний лад, імовірно — буржуазно-демократичні республіки.

У Хонті після отримання незалежності не припиняється громадянська війна (розпочата, можливо, внаслідок підривної діяльності Країни Батьків). Внутрішня нестабільність Хонті і побоювання можливого втручання в хонтійський конфлікт з боку стабільнішої Пандеї врешті-решт призводять до відкритої агресії з боку Невідомих Батьків із застосуванням з обох сторін тактичної ядерної зброї. Внаслідок цієї війни Країна Батьків зазнала поразки, тому що «хтось напоумив хонтійців звернути увагу» на вразливе місце у військовій машині Невідомих Батьків — повну залежність армії, що наступає, від мобільних випромінювачів.
— Навряд чи ти маєш серйозні підстави, — м'яко сказав Свекор. — Просто тебе спокушає дешевизна рішення, я тебе розумію, тільки північну проблему малими засобами не вирішити. Там ні путчами, ні переворотами не обійдешся. Дівер, який був до тебе, роз'єднав Хонті, а тепер нам доводиться знову об'єднувати… Путчі — путчами, а так можна і до революції догратися. У них же не так, як у нас.Оригінальний текст (рос.)
— Вряд ли у тебя могут быть серьезные основания, — мягко сказал Свекор. — Просто тебя соблазняет дешевизна решения, я тебя понимаю, только северную проблему малыми средствами не решить. Там ни путчами, ни переворотами не обойдешься. Деверь, который был до тебя, разъединил Хонти, а теперь нам приходится опять объединять… Путчи — путчами, а этак можно и до революции доиграться. У них ведь не так, как у нас.
Пандея згадується в романі значно рідше, але, очевидно, перебуває у відносному порядку. Під час наради Невідомих Батьків висловлено побоювання, що Пандея може втрутитися в громадянську війну в Хонті, об'єднавши обидві країни проти Країни Батьків, і що її режим досить міцний і стійкий (і його не можна скинути так само легко, як хонтійський). Під час війни Хонті і Країни Батьків уряд Пандеї зайняв нейтральну позицію, заявивши, що Пандею влаштовує будь-яке вирішення конфлікту.

#### Острівна імперія
Розташована на двох архіпелагах у протилежній від Материка півкулі Саракша, острівна імперія контролює світовий океан за допомогою потужного підводного флоту (білі субмарини). Острів'яни регулярно влаштовують висадки десанту з підводних човнів, зі страхітливою нелюдяністю проводячи каральні акції проти населення прибережних територій Материка. Країна батьків тримала на узбережжі танкові загони бойової гвардії, патрульні катери і використовувала біле випромінювання для збивання з курсу підводників; кількість субмарин, що прорвалися, була незначною. Мандрівник говорив Максиму, що через знищення мережі ретрансляторів Імперія влаштує повномасштабне вторгнення. Події, що настали після періоду оповіді й кілька разів згадані в повісті «Жук у мурашнику»: Острівна імперія зробила принаймні дві спроби масового вторгнення на Материк. Максим згадував, що перша земна експедиція прибула, коли він відбивав перше вторгнення. Командир Гая, ротмістр Чачу прославився тим, що переміг в артдуелі свого танка і білої субмарини. Максима він вважав законспірованим агентом Острівної імперії. У свою чергу, в романі «Хвилі гасять вітер» сказано, що Максим проник у столицю острівної імперії (операція «Вірус») і отримав за це прізвисько Біг Баг.

#### Інші держави
До війни на Саракші існувало принаймні кілька десятків держав, як автономних, так і колоніальних. Під час світової війни більшість із них повністю знищено (за винятком півночі материка). Передбачається можливість, що за радіоактивною пустелею в південній частині континенту могли вціліти якісь держави. Проте про зв'язок з ними немає жодних даних.
Висловлюється припущення, що якусь подобу держави створили мутанти, які мешкають у радіоактивних пустелях півдня.
У романі також згадується, що (згідно з радіозведеннями) якесь князівство Ондол «ще існує, і, більш того, продовжує здійснювати розбійницькі нальоти на острів Хаззалг». Більшість населення Країни Батьків не має про цих геополітичних суб'єктів жодного уявлення.

### Головани
Раса голованів — розумних собакоподібних істот — виникла, ймовірно, внаслідок мутації одного з видів собак після ядерної війни. Мешкають головани в південних лісах. Від собак відрізняються більшим розміром голови, за що й отримали свою назву. Мутанти, що живуть на межі лісів, називають їх «упирями» і надзвичайно бояться. Хоча, очевидно, «упирі» — це теж мутанти, але не людські, а «голованівські».

### Діяльність землян на Саракші
Основною метою втручання землян на Саракші було запобігання остаточній загибелі місцевого людства. З цією метою комітет галактичної безпеки Землі впровадив свою агентуру в країні батьків, Хонті і Пандеї, прагнучи вивести її на ключові позиції в управлінні державами. Спроби впровадження в Острівну імперію залишилися безуспішними, за винятком місій Максима Каммерера і частково Льва Абалкіна. Главою резидентури на Саракші був Рудольф Сікорські, який став свого роду радником при Невідомих Батьках під ім'ям Мандрівник і очолив Департамент спеціальних досліджень, який контролює наукові розробки, зокрема й пов'язані з білим випромінюванням.
Плани Сікорські істотно розладнала поява в Країні Батьків Максима Каммерера. Максим вважав, що відкрив невідому раніше населену планету (очевидно, існування Саракша на Землі було засекречено), коли його корабель був збитий у верхніх шарах атмосфери, а після посадки знищений. Зблизившись із місцевими підпільниками-виродками, Максим дізнався про біле випромінювання і визнав своїм обов'язком знищити цю систему. Перш ніж Сікорські зумів його зупинити, Максим підірвав центр управління вежами-ретрансляторами, що, ймовірно, надзвичайно дестабілізувало Країну Батьків. Згодом Каммерер став співробітником Сікорські, працював під його керівництвом на Саракші, пізніше сам організував успішну операцію з проникнення в Острівну імперію.
Земляни проводили на Саракші також наукові дослідження й контактували з голованами.